# 1857 na arte

## Eventos
Criação das "Maisons de Moda" na França pelo estilista Inglês Charles Frederick Worth.

## Nascimentos
| Data            | Nome                       | Profissão                                     | Nacionalidade                              | Observações | Ref |
| --------------- | -------------------------- | --------------------------------------------- | ------------------------------------------ | ----------- | --- |
| 18 de fevereiro | Max Klinger                | pintor simbolista, escultor e artista gráfico | Confederação Germânica                     | m. 1920     |     |
| 1 de maio       | Theo van Gogh              | negociante de arte                            | Países Baixos                              | m. 1891     |     |
| 21 de novembro  | Columbano Bordalo Pinheiro | pintor naturalista e realista                 | Reino Unido de Portugal, Brasil e Algarves | m. 1929     |     |
| 15 de dezembro  | Johann Lorenz Madein       | arquitecto                                    | Império Austríaco                          | m. 1918     |     |

## Mortes
| Data           | Nome                   | Profissão          | Nacionalidade | Observações | Ref   |
| -------------- | ---------------------- | ------------------ | ------------- | ----------- | ----- |
| 9 de abril     | Antonio María Esquivel | pintor             | Espanha       | n. 1806     | [ 1 ] |
| 23 de dezembro | Achille Devéria        | pintor e litógrafo | França        | n. 1800     |       |